# Sinal de Bell

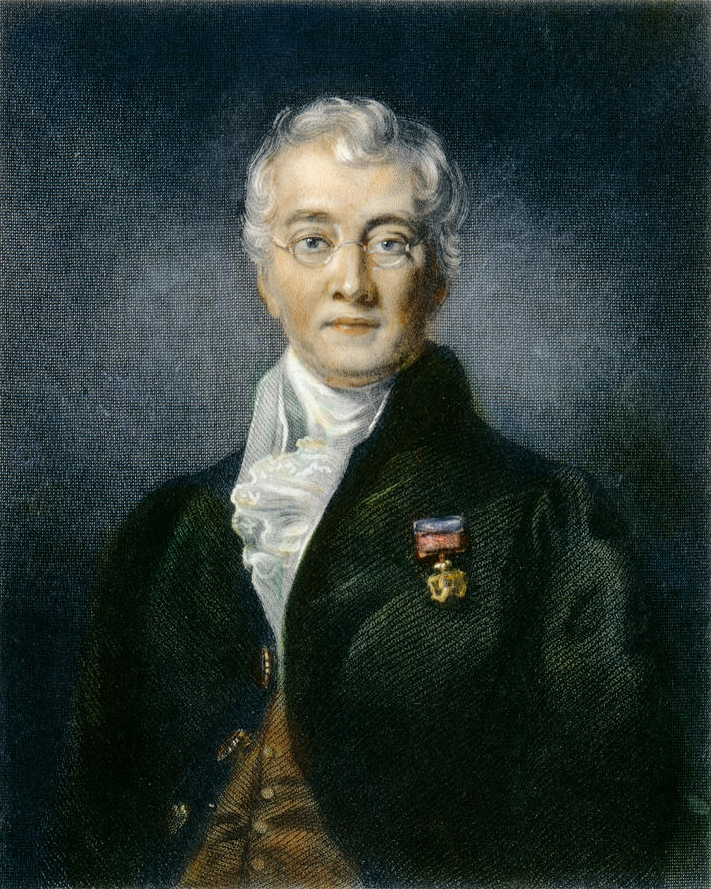
Sir Charles Bell

Sinal de Bell ou fenômeno de Bell é um sinal médico que pode indicar paralisia do nervo facial (VII nervo craniano). O observador nota no lado afetado pela paralisia um movimento para cima e para fora do olho, quando o paciente tenta piscar os olhos ou quando tenta-se tocar a córnea. O movimento para cima está presente na maioria da população, sendo um mecanismo de defesa.

## Significado clínico
O sinal torna-se visível clinicamente somente quando o músculo orbicular do olho se torna fraco, como, por exemplo, na paralisia facial periférica da paralisia de Bell.
No entanto, o sinal está presente sob as pálpebras dos olhos fechados forçadamente da maioria das pessoas saudáveis, não sendo, portanto, considerado um sinal patognomônico de doença.

## Epônimo
O sinal recebe o nome em homengam ao anatomista, cirurgião e fisiologista escocês Charles Bell.